# Enòfita
Enòfita (en grec antic Οἰνόφυτα) era una petita ciutat de Beòcia on el 457 o 456 aC els atenencs comandats per Mirònides van derrotar els tebans i van obtenir el control de Beòcia.
Com que aquesta batalla va comportar la destrucció de Tànagra, no hi ha dubte que va tenir lloc al territori d'aquesta ciutat, no gaire lluny de la frontera amb l'Àtica. El nom d'Enòfita indica que el lloc era important perquè s'hi produïa vi (οίνος), molt celebrat al territori de Tànagra i considerat el millor de Beòcia. Segurament la ciutat estava situada en una posició dominant a la riba esquerra del riu Asop, entre Tànagra i Oropos.